# دیل، نیوجرسی
دیل (به انگلیسی: Deal) شهری در ایالت نیوجرسی کشور ایالات متحده آمریکا است که جمعیت آن در سرشماری سال ۲۰۱۰ میلادی، ۷۵۰ نفر بوده‌است.